# Banjaši
Banjaši, romska etnička skupina sa šireg područja Srbije. Podrijetlom su iz Oltenije odakle su se u Srbiju doselili zajedno s Vlasima Caranima i Bufanima doselili u prvoj polovini XVIII stoljeća. 
Jezik Banjaša je oltensko narječje rumunjskog jezika. Jezik ističu na prvom mjestu kod svoje identifikacije, a imaju u većoj mjeri sačuvanu rumunjsku etničku svijest.